# Litauische Fußballnationalmannschaft (U-17-Juniorinnen)
Die litauische U-17-Fußballnationalmannschaft der Frauen repräsentiert Litauen im internationalen Frauenfußball. Die Nationalmannschaft untersteht dem Lietuvos Futbolo Federacija und wird von Karolis Jasaitis trainiert.
Die Mannschaft wurde im Jahr 2007 für die neu geschaffene U-17-Europameisterschaft gegründet und tritt seither in der EM-Qualifikation für Litauen an. Zumeist belegt das Team jedoch in der ersten Qualifikationsrunde den letzten Platz in seiner Gruppe. Einzig im Jahr 2018 qualifizierte sich die litauische U-17-Auswahl als Gastgeber erstmals für eine Europameisterschaft, schied jedoch nach drei deutlichen Niederlagen in der Vorrunde gegen die Niederlande (0:9), Finnland (0:4) und Deutschland (0:8) ohne Punkte und mit 0:21 Toren aus. Litauen ist damit neben Bosnien und Herzegowina (2022) der einzige EM-Teilnehmer in dieser Altersklasse, dem kein eigener Treffer bei der Endrunde gelungen ist.

## Turnierbilanz

### Weltmeisterschaft
| Jahr   | Gastgeber           | Platzierung        |
| ------ | ------------------- | ------------------ |
| 2008   | Neuseeland          | nicht teilgenommen |
| 2010   | Trinidad und Tobago | nicht teilgenommen |
| 2012   | Aserbaidschan       | nicht qualifiziert |
| 2014   | Costa Rica          | nicht qualifiziert |
| 2016   | Jordanien           | nicht qualifiziert |
| 2018   | Uruguay             | nicht qualifiziert |
| 2021 1 | Indien 1            | – 1                |
| 2022   | Indien              | nicht qualifiziert |

### Europameisterschaft
| Jahr   | Gastgeber               | Platzierung            |
| ------ | ----------------------- | ---------------------- |
| 2008   | Schweiz                 | 1. Qualifikationsrunde |
| 2009   | Schweiz                 | 1. Qualifikationsrunde |
| 2010   | Schweiz                 | 1. Qualifikationsrunde |
| 2011   | Schweiz                 | 1. Qualifikationsrunde |
| 2012   | Schweiz                 | 1. Qualifikationsrunde |
| 2013   | Schweiz                 | 1. Qualifikationsrunde |
| 2014   | England                 | 1. Qualifikationsrunde |
| 2015   | Island                  | 1. Qualifikationsrunde |
| 2016   | Belarus                 | 1. Qualifikationsrunde |
| 2017   | Tschechien              | 1. Qualifikationsrunde |
| 2018   | Litauen                 | Gruppenphase           |
| 2019   | Bulgarien               | 1. Qualifikationsrunde |
| 2020 2 | Schweden 2              | – 2                    |
| 2021 2 | Färöer 2                | – 2                    |
| 2022   | Bosnien und Herzegowina | 1. Qualifikationsrunde |
| 2023   | Estland                 | Liga B                 |